# リッスン・トゥ・ミー:バディ・ホリー
『リッスン・トゥ・ミー:バディ・ホリー』(Listen to Me: Buddy Holly) は、ロックンロールの先駆者であったバディ・ホリーの生誕75周年を祝って2011年に発売された。トリビュート・アルバム。アメリカ合衆国ではヴァーヴ・フォアキャスト・レコードから2011年9月6日にリリースされ（ホリーの誕生日は9月7日であった）、カナダでは同じ日に eOne Entertainment から発売された。そのほかにも、日本ではビクターエンタテインメント、イギリスではラッセ・レコード、オーストラリアではショック・レコードから発売されたほか、デンマーク、イタリア、南アジアなど、世界各地でリリースされた。 
アルバムのタイトルは、ホリーの楽曲のひとつ「Listen to Me」から採られており、この曲もこのアルバムで取り上げられている。
著作検討の表示は、「P and C 2011-2018  Songmasters LLC」となっている。
製造、販売、配給は、ヴァーヴ・ミュージック・グループがおこなった。

## トリビュート・イベント/DVD
ホリーの生誕75周年にあたる誕生日であった2011年9月7日、ハリウッドのミュージック・ボックス・シアターでは、トリビュート・イベントがおこなわれた。このイベントは  Songmasters が制作し、 ピーター・アッシャーが音楽総監督兼プロデューサー、ワディ・ワクテルが音楽監督を務め、ポール・アンカ、ミシェル・ブランチ、コブラ・スターシップ、ショーン・コルヴィン、ライル・ラヴェット、ラウル・マロ、グラハム・ナッシュ、スティーヴィー・ニックス、ボズ・スキャッグス、ジェームズ・バートン、アルバート・リー、パトリック・スタンプが出演した。さらに、キース・リチャーズ、リンゴ・スター、ジャクソン・ブラウン、デヴィッド・キャンベルなど、ホリーの音楽に触れ、影響を受けた面々が、その想い出を共有すべくビデオ・メッセージを寄せた。ホリーの未亡人であるマリア・エレナ・ホリーも観衆の中におり、フィル・エヴァリーの隣に座って、すべての歌を一緒に歌っていた。このイベントは、公共放送サービス (PBS) の運営資金募金活動 (pledge drive) の一環で、特別番組として映像化され、2011年12月にアメリカ合衆国の各地で公開された。

## トラックリスト
1. ノット・フェイド・アウェイ (Not Fade Away) - スティーヴィー・ニックス -  3:59
2. メイビー・ベイビー (Maybe Baby) - パット・モナハン（英語版） - 2:26
3. リッスン・トゥ・ミー (Listen to Me) - ブライアン・ウィルソン - 2:41
4. アイム・ルッキン・フォー・サムワン・トゥ・ラヴ (I'm Lookin' for Someone to Love) - イメルダ・メイ（英語版） - 2:08
5. トゥルー・ラヴ・ウェイズ (True Love Ways) - ジャクソン・ブラウン - 3:03
6. ペギー・スー (Peggy Sue) - コブラ・スターシップ - 2:51
7. テイク・ユア・タイム (Take Your Time) - ザ・フレイ - 3:27
8. シンク・イット・オーヴァー (Think It Over) - リンゴ・スター - 1:48
9. クライング・ウェイティング・ホーピング (Crying Waiting Hoping) - クリス・アイザック - 2:26
10. ザットル・ビー・ザ・デイ (That'll Be the Day) - リンダ・ロンシュタット - 2:33
11. ワーズ・オブ・ラヴ (Words of Love) - ジェフ・リン - 2:06
12. ウェル・オール・ライト (Well... All Right) - ライル・ラヴェット - 2:22
13. ラーニング・ザ・ゲーム (Learning the Game) - ナタリー・マーチャント（英語版） - 3:28
14. エヴリデイ (Everyday) - パトリック・スタンプ - 2:38
15. イッツ・ソー・イージー (It's So Easy) - ズーイー・デシャネル - 2:55
16. レイニング・イン・マイ・ハート (Raining in My Heart) - エリック・アイドル - 3:01
（以下は日本語盤ボーナス・トラック）
17. ロック・アラウンド・ウィズ・オリー・ヴィー (Rock Around With Ollie Vie) - イメルダ・メイ
18. ルック・アット・ミー (Look At Me) - ウェッブ・シスターズ（英語版）